# Formula Regional European Championship
Het Formula Regional European Championship by Alpine, voorheen het Formula Regional European Championship, is een autosportkampioenschap in het formuleracing. Het kampioenschap valt binnen de Formule Regional-categorie.
Het kampioenschap is opgericht in 2019. Het wordt georganiseerd door de Italiaanse Automobile Club d'Italia (ACI), dat in eigen land meer autosportkampioenschappen organiseert, en kartingpromoter WSK. Hun bod werd gekozen boven dat van Renault Sport met hetzelfde chassis. Het kampioenschap bevat acht raceweekenden, waarvan de helft in Italië worden georganiseerd. De kampioen ontvangt punten voor een FIA superlicentie.
In 2021 wordt het kampioenschap samengevoegd met de Eurocup Formule Renault 2.0 en wordt de naam veranderd naar "Formula Regional European Championship by Alpine".

## Auto
Het kampioenschap rijdt met auto's van Tatuus. De auto's zijn gebouwd van koolstofvezel en bevatten een monocoque chassis, inclusief een aantal veiligheidsvoorzieningen, waaronder een halo. De auto's bevatten een versnellingsbak met zes versnellingen en een turbomotor met 270 pk, gebouwd door Autotecnica.

## Kampioenen
| Jaar | Coureur               | Team            | Tweede               | Derde            |
| ---- | --------------------- | --------------- | -------------------- | ---------------- |
| 2024 | Rafael Câmara         | Prema Racing    | James Wharton        | Tuukka Taponen   |
| 2023 | Andrea Kimi Antonelli | Prema Racing    | Martinius Stenshorne | Tim Tramnitz     |
| 2022 | Dino Beganovic        | Prema Racing    | Gabriele Minì        | Paul Aron        |
| 2021 | Grégoire Saucy        | ART Grand Prix  | Hadrien David        | Paul Aron        |
| 2020 | Gianluca Petecof      | Prema Powerteam | Arthur Leclerc       | Oliver Rasmussen |
| 2019 | Frederik Vesti        | Prema Powerteam | Enzo Fittipaldi      | Igor Fraga       |